# Kepler-553c
Kepler-553c es un planeta extrasolar que forma parte de un sistema planetario formado por al menos dos planetas. Orbita la estrella denominada Kepler-553. Fue descubierto en el año 2016 por la sonda Kepler por medio de tránsito astronómico.